# 슬픔이여 안녕 (영화)
슬픔이여 안녕(Bonjour Tristesse)은 영국과 미국에서 제작된 오토 프레민저 감독의 1958년 드라마 영화이다. 프랑수아즈 사강의 동명의 소설을 바탕으로 제작되었다. 데버러 카 등이 주연으로 출연하였고 오토 프레민저 등이 제작에 참여하였다.

## 줄거리
바람둥이 래몽과 딸 세실은 코트다쥐르에서 분방한 삶을 영위한다. 래몽의 사망한 아내의 친구인 의상 디자이너 안은 휴가차 코트다쥐르를 찾았다가 래몽에게 빠져든다. 세실은 기존에 부녀가 누리던 자유로운 생활 방식을 뒤엎으려는 안을 아버지 래몽과 찢어놓으려 한다.

## 출연

### 주연
- 데버러 카 - 안 라슨 역
- 데이비드 니븐 - 래몽, 세실의 아버지 역
- 진 시버그 - 세실, 17살 역

### 조연
- 밀렌 드몽조
- 제프리 혼
- 쥘리에트 그레코
- 발테르 키아리

## 제작진
- 협력프로듀서: 존 파머
- 미술: 로저 K. 퍼스
- 의상: 위베르 드 지방시